# Ithomeis delecta
Ithomeis delecta är en fjärilsart som beskrevs av Hans Ferdinand Emil Julius Stichel 1910. Ithomeis delecta ingår i släktet Ithomeis och familjen Riodinidae. Inga underarter finns listade i Catalogue of Life.